# Бурцева, Елизавета Ивановна
Елизаве́та Ива́новна Бу́рцева (12 (25) июля 1912, Курбусахский наслег, Усть-Алданский улус — 2 октября 1985, Якутск) — доярка колхоза «Победа» Усть-Алданского района Якутской АССР. Герой Социалистического Труда (1957). Депутат Верховного Совета СССР 5 созыва.

## Биография
Родилась 12 июля 1912 года в бедной крестьянской семье в Курбухсагском наслеге Усть-Алданского улуса. С 1931 года работала дояркой в колхозе имени Ирины Олесовой. В 1942 году назначена бригадиром и позднее — заведующей молочной фермы колхоза имени Кирова. С 1947 года доярка колхоза «Победа». Проработала на этом предприятии до 1961 года.
В 1955—1958 годах участвовала во Всесоюзной выставке ВДНХ. В 1953 году надоила по 1336 килограмм молока, в 1958—1959 годах — по 2500—2800 килограмм от каждой коровы якутской породы. Трудовые показатели, достигнутые Елизаветой Бурцевой, были наивысшими в Якутской АССР. В 1957 году была удостоена звания Героя Социалистического Труда «за выдающиеся производственные достижения и большой вклад, внесённый в освоение и внедрение новых прогрессивных методов труда в промышленности и сельском хозяйстве Якутской АССР».
В 1958 году избиралась депутатом Верховного Совета СССР от Таттинского избирательного округа № 565. В 1960 году вступила в КПСС. С этого же года работала инструктором организационного отдела Совета Министров Якутской АССР.
В 1966 году вышла на пенсию. Скончалась 2 октября 1985 года.

## Награды
- Герой Социалистического Труда — указом Президиума Верховного Совета СССР от 1 октября 1957 года
- Орден Ленина
- Медаль «За доблестный труд в Великой Отечественной войне 1941—1945 гг.»
- Серебряная медаль ВДНХ
- Почётный гражданин Усть-Алданского района